# Captain Tsubasa (série télévisée d'animation)
Cet article concerne l'anime de 2018. Pour le manga, voir Captain Tsubasa. Pour l'anime de 1983, voir Olive et Tom.
 (novembre 2019).
Si vous disposez d'ouvrages ou d'articles de référence ou si vous connaissez des sites web de qualité traitant du thème abordé ici, merci de compléter l'article en donnant les références utiles à sa vérifiabilité et en les liant à la section « Notes et références ».
Captain Tsubasa (キャプテン翼, Kyaputen Tsubasa) est une série télévisée d'animation japonaise en 52 épisodes de 22 minutes diffusée au Japon du 3 avril 2018 au 2 avril 2019. Il s'agit d'une nouvelle adaptation du manga Captain Tsubasa et d'un reboot d'Olive et Tom, dans une version modernisée avec l'apparition d'objets modernes comme la tablette tactile ou le smartphone et raccourcie avec uniquement les arcs de l'école primaire et du collège. La deuxième saison composée de 39 épisodes intitulée l'arc Jeunesse Junior est diffusé entre le 1er octobre 2023 et le 30 juin 2024. Le manga est ainsi adapté dans son intégralité. 
En France, la série est diffusée en simulcast sur Anime Digital Network, puis à partir du 30 juin 2019 sur TF1, à partir du 2 septembre 2020 sur sur Game One et depuis 2019 sur TFX. Nickelodeon a également diffusé la série en décembre 2021.
Contrairement aux deux précédentes séries animées sorties en France, la version française se veut plus proche de l’œuvre originale : le titre, les personnages et les équipes de football conservent leurs noms japonais originaux et ne sont plus francisé comme cela se faisait autrefois, par contre la plupart comédiens ayant prêté leurs voix dans les anciennes séries reprennent leurs personnages respectifs.

## Synopsis
Tsubasa Ozora est déjà un petit génie du ballon rond malgré son jeune âge. Son rêve est d'offrir la Coupe du monde de football au Japon. Roberto Hongô, son mentor, est un joueur de légende revenu du Brésil et Tsubasa suit un entraînement particulièrement rigoureux. Il intègre l’équipe de Nankatsu puis c’est le début d’une aventure riche en matchs endiablés, en rencontres avec des adversaires redoutables qui finiront par devenir de fidèles compagnons d’armes, pour aller toujours plus haut, toujours plus loin et toujours plus vite.

## Fiche technique
- Titre original : キャプテン翼 (Kyaputen Tsubasa)
- Titre international : Captain Tsubasa
- Scénario : Yōichi Takahashi (d'après son manga Captain Tsubasa)
- Studio d’animation : David Production
- Sociétés de production : Captain Tsubasa 2018 Committee
- Pays d'origine :  Japon
- Langue originale : Japonaise
- Genre : anime
- Durée : 25 minutes
- Nombre d'épisodes, licence et date de première diffusion :

 version japonaise : 52 (fini), licence David Production, du 3 avril 2018 au 2 avril 2019 sur TV Tokyo
 version française : 52 (fini), licence Anime Digital Network, du 3 avril 2018 au 2 avril 2019
depuis le 30 juin 2019 sur TF1 (version censurée)
depuis septembre 2019 sur TFX (version intégrale non-censurée)
depuis 26 novembre 2022 sur Game One

## Distribution
| Personnages        | Voix japonaises     | Voix françaises                                    | Saison     | Saison     |
| ------------------ | ------------------- | -------------------------------------------------- | ---------- | ---------- |
| Tsubasa Ozora      | Yūko Sanpei         | Mathias Kozlowski                                  | Principal  | Principal  |
| Genzô Wakabayashi  | Ken'ichi Suzumura   | Fabrice Josso                                      | Principal  | Principal  |
| Tarō Misaki        | Ayaka Fukuhara      | Clément Moreau                                     | Principal  | Principal  |
| Ryō Ishizaki       | Mutsumi Tamura      | Charles Pestel (saison 1) Erwan Tostain (saison 2) | Principal  | Principal  |
| Kojirō Hyūga       | Takuya Satō         | Donald Reignoux                                    | Principal  | Principal  |
| Roberto Hongô      | Katsuyuki Konishi   | Vincent Ropion                                     | Principal  | Principal  |
| Sanae Nakazawa     | Sayuri Hara         | Barbara Tissier                                    | Principale | Principale |
| Mamoru Izawa       | Mutsuki Iwanaka     | Fabrice Trojani (saison 1) Pascal Grull (saison 2) | Principal  | Invité     |
| Teppei Kisugi      | Kōdai Sakai         | Charles Germain                                    | Principal  | Invité     |
| Kazushige Ichikawa | Yūki Yonai          | Charles Germain                                    | Principal  | Principal  |
| Hajime Taki        | Hiroyuki Yoshino    | Grégory Laisné                                     | Principal  | Principal  |
| Mitsuru Sano       | Hiroyuki Yoshino    | Nicolas Dussaut                                    | Principal  | Invité     |
| Shingo Takasugi    | Tarō Kiuchi         | Juan Llorca                                        | Secondaire | Secondaire |
| Takeshi Sawada     | Megumi Han          | Hervé Rey                                          | Secondaire | Secondaire |
| Ken Wakashimazu    | Yūichirō Umehara    | Benjamin Pascal                                    | Secondaire | Principal  |
| Masao Tachibana    | Ayako Takeuchi      | Brigitte Lecordier                                 | Secondaire | Invité     |
| Kazuo Tachibana    | Yurina Watanabe     | Brigitte Lecordier                                 | Secondaire | Invite     |
| Hikaru Matsuyama   | Wataru Hatano       | Jérémie Bédrune]                                   | Secondaire |            |
| Jun Misugi         | Sōma Saitō          | Alexis Tomassian                                   | Secondaire | Secondaire |
| Shun Nitta         | Yūto Uemura         | Emmanuel Garijo                                    | Secondaire | Secondaire |
| Makoto Sōda        | Yūsuke Kobayashi    | Arthur Pestel                                      | Secondaire | Secondaire |
| Hiroshi Jitō       | Daisuke Hirakawa    | Christophe Lemoine                                 | Secondaire | Secondaire |
| Makoto Kitazume    | Kazuhiko Inoue      | Michel Vigné                                       | Secondaire | Secondaire |
| Munemasa Katagiri  | Daisuke Namikawa    | Gilduin Tissier                                    | Secondaire | Secondaire |
| Tatsuo Mikami      | Tomomichi Nishimura | Patrick Borg (saison 1) Paul Borne (saison 2)      | Secondaire | Secondaire |
| Hanji Urabe        | Miho Hino           | Arthur Pestel                                      | Secondaire | Secondaire |
| Manabu Ōkawa       | Rina Satō           | Enzo Ratsito                                       | Secondaire | Secondaire |
| Natsuko Ohzora     | Rina Satō           | Dominique Vallée                                   | Secondaire | Secondaire |
| Kenichi Iwami      | Setsuo Itō          | Romain Altché                                      | Secondaire | Secondaire |
| Hiroshi Nagano     | Ryō Nishitani       | Juan Llorca                                        | Secondaire | Secondaire |
| Masato Nakazato    | Yūki Yonai          | Grégory Laisné                                     | Secondaire | Secondaire |
| Kodai Ohzora       | Masaki Terasoma     | Guillaume Orsat                                    | Secondaire | Invité     |
| Kôzô Kira          | Shinya Fukumatsu    | Benoît Du Pac                                      | Secondaire | Secondaire |
| le narrateur       | Nobuo Tobita        | Jean-Claude Donda                                  | Invité     | Invité     |
| le commentateur    | Tomoaki Maeno       | Emmanuel Curtil                                    | Invité     | Invité     |
| Kim Magami         |                     |                                                    |            | Principale |
| Soma Ohzora        |                     |                                                    |            | Principal  |
| Kevin Ohzora       |                     |                                                    |            | Secondaire |
| Rina Fukishamai    |                     |                                                    |            | Secondaire |

## Génériques

### Début
| Numéro | Titre             | Artiste       | Épisodes | 1re date         |
| ------ | ----------------- | ------------- | -------- | ---------------- |
| 1      | Start Dash!       | Johnny's WEST | 1-28     | 3 avril 2018     |
| 2      | Kizu Darake no Ai | Johnny's WEST | 29-52    | 8 octobre 2018   |
| 3      | AS ONE            | WEST          | 53-65    | 1er octobre 2023 |
| 4      | Fantasista        | WEST          | 66-78    | 17 décembre 2023 |

### Fin
| Numéro | Titre      | Artiste | Épisodes | 1re date         |
| ------ | ---------- | ------- | -------- | ---------------- |
| 1      | MOETE HERO | ???     | 1-28     | 3 avril 2018     |
| 2      | MOETE HERO | ???     | 29-52    | 8 octobre 2018   |
| 3      | MOETE HERO | ???     | 53-65    | 1er octobre 2023 |
| 4      | MOETE HERO | ???     | 66-78    | 17 décembre 2023 |

## Épisodes

### Saison 1
La saison 1 se compose de 2 parties de 52 épisodes au total (28 + 24). 
Première partieShôgakusei Hen (Partie primaire, Elementary School (ES))
1. Prends ton envol ! (chapitre 1)
2. Il vole ! (chapitre 2)
3. Le Renouveau du club de foot de Nankatsu (chapitre 3)
4. Tsubasa et Roberto (chapitre 3)
5. En route pour l'inter-club (chapitres 3-4)
6. Coup d'envoi ! Nankatsu contre Shutetsu (chapitres 4-5)
7. Tsubasa, le meneur de jeu (chapitres 5-6)
8. La naissance du Golden Duo de Nankatsu (chapitres 6-7)
9. Un dénouement heureux (chapitres 8-9)
10. L’arrivée de Kojirō (chapitres 10-11-12)
11. Un match piège (chapitres 12-13)
12. Éliminer Wakabayashi (chapitres 14-15)
13. Le tournoi national ! (chapitres 15-16-17-18)
14. Allez, Nankatsu ! Battez Meiwa ! (chapitres 18-19-20)
15. Gagner pour son rêve ! (chapitres 20-21-22)
16. Un football acrobatique ! (chapitres 22-23)
17. Plus que 4 minutes ! Une lutte aérienne (chapitres 24-25)
18. En route pour la phase finale ! (chapitres 25-26-27)
19. Match âpre entre Meiwa et Furano ! (chapitres 28)
20. La tactique secrète de Musashi (chapitres 29-30-31)
21. La vedette de Cristal (chapitres 31-32-33)
22. Des arrêts de jeu décisifs (chapitres 33-34)
23. Le Retour du gardien prodigieux (chapitres 35-36-37-38-39)
24. La ténacité paie ! (chapitres 39-40-41)
25. Contre-attaques enflammées (chapitres 42-43)
26. Le but invalidé
27. L'instant de gloire (chapitres 47-48)
28. À chacun sa route (chapitres 49-50-51)

Deuxième partieChûgakusei Hen (Partie collège, Middle School (MS))
1. Début Estival ! (chapitres 52-53)
2. Finale du Tournoi Départemental ! Le Tir du Faucon dévoilé !
3. Tsubasa face au Faucon
4. Détrôner Tsubasa ! Hyuga contre Misugi.
5. Le dénouement du tournoi de Tokyo
6. Le début d'un tournoi engagé !
7. La Puissance explosive du rasoir
8. À chacun sa résolution
9. La catapulte infernale !
10. La tactique des frères Tachibana !
11. Le dénouement du match entre Nankatsu et Hanawa !
12. Furano en action !
13. Un redoutable outsider
14. Tsubasa, le Phénix
15. L'appel du Tigre
16. Numéro 10 contre numéro 10
17. Des larmes à l'aéroport
18. Le coup d'envoi du siècle
19. Une nouvelle confrontation fatidique
20. Le champion Toho !
21. L'esprit ardent du Tigre et de Tsubasa
22. Une lutte acharnée
23. Le miraculeux tir de la feuille morte !
24. Les rêves se réalisent toujours

### Saison 2
La saison 2 se compose de 39 épisodes.
1. Un nouveau défi
2. Le salut à un vieil ami
3. Les joueurs pros
4. Repartir de zéro
5. Un nouvel homme fort
6. En avant, le Japon junior !
7. Le grand rassemblement à Paris
8. Je suis Taro Misaki
9. Un départ au complet !
10. Le duo magique renaît !
11. Le réveil du tigre féroce
12. Sur la route de la victoire
13. Un serment au ciel étoilé
14. N'abandonnez jamais
15. Le Japon junior contre-attaque
16. Un match à rebondissements
17. Le retour du Prince
18. Ralliement pour les demi-finales
19. La vraie nature du tir du Feu
20. France-Japon commence !
21. Dix contre onze
22. L'attaque du monstre sacré
23. Misaki contre Pierre
24. Prolongations sous la pluie
25. Une défense blessée
26. Le poing faiseur de miracles
27. La finale des lions !
28. Tempête de tires
29. Schneider contre Wakabayashi
30. Un premier but enflammé
31. Le tir le plus puissant de l'histoire
32. La casquette détruite
33. En réponse à ton message
34. Bientôt au sommet du football mondial ?
35. La conclusion
36. Un serment sous la voûte céleste
37. Déclaration !
38. Vers une nouvelle ère
39. Tsubasa déploie ses ailes

## Première partie: tournoi national junior
Le Tournoi national junior a lieu pendant la 6e année de l'école primaire de Tsubasa Ohzora. La ville de Nankatsu forme une équipe de sélection avec les meilleurs joueurs des différentes écoles de la ville (Nankatsu, Shutetsu, Nishigaoka et Yamabuki). Le tournoi consiste en une phase de groupes et une phase à élimination directe. Il y a 8 groupes de 6 équipes, et les deux premières équipes de chaque groupe sont qualifiées pour la phase à élimination directe. Nankatsu SC remporte le titre en finale contre Meiwa FC.

### Équipes
Ci-après la liste des équipes participant au Tournoi national junior:
| Club        | Ville         | Préfecture | Capitaine        |
| ----------- | ------------- | ---------- | ---------------- |
| Furano      | Furano        | Hokkaidō   | Hikaru Matsuyama |
| Hanawa SS   | Kazuno        | Akita      | Kazuo Tachibana  |
| Hitachi FC  | Hitachi       | Ibaraki    | inconnu          |
| Kitayama    | Kitayama      | Wakayama   | inconnu          |
| Maebashi    | Maebashi      | Gunma      | inconnu          |
| Meiwa FC    | Misato        | Saitama    | Kojirō Hyūga     |
| Musashi FC  | Musashino     | Tokyo      | Jun Misugi       |
| Naniwa FC   | Osaka (Namba) | Osaka      | Taichi Nakanishi |
| Nankatsu SC | Nankatsu      | Shizuoka   | Tsubasa Ozora    |
| Ozu         | Ōzu           | Ehime      | inconnu          |
| Shimabara   | Shimabara     | Nagasaki   | inconnu          |
| Shinjo FC   | ?             | Nara       | inconnu          |
| Yonago FC   | Yonago        | Tottori    | inconnu          |

### Phase de groupes: groupe 1 (rencontres du Nankatsu SC)
- Meiwa FC - Nankatsu SC (7-6)
- Nankatsu SC - Ozu (9-0)
- Nankatsu SC - Hanawa SS (3-2)
- Nankatsu SC - Shimabara (7-0)
- Nankatsu SC - Kitayama (8-0)

| Rang | Équipe      | Pts | J | G | N | P | Bp | Bc | Diff |
| ---- | ----------- | --- | - | - | - | - | -- | -- | ---- |
| 1    | Meiwa FC    | 13  | 5 | 4 | 1 | 0 | 12 | 11 | +1   |
| 2    | Nankatsu SC | 12  | 5 | 4 | 0 | 1 | 33 | 9  | +24  |
| 3    | Hanawa SS   | 10  | 5 | 3 | 1 | 1 | 31 | 8  | +23  |
| 4    | Ozu         | 4   | 5 | 1 | 1 | 3 | 0  | 19 | -19  |
| 5    | Shimabara   | 3   | 5 | 1 | 0 | 4 | 0  | 14 | -14  |
| 6    | Kitayama    | 0   | 5 | 0 | 0 | 5 | 0  | 15 | -15  |

### Phase à élimination directe
|  | Huitièmes de finale | Huitièmes de finale |             |   | Quarts de finale | Quarts de finale |  |  | Demi-finales | Demi-finales |  |  | Finale | Finale |
|  | Huitièmes de finale | Huitièmes de finale |             |   | Quarts de finale | Quarts de finale |  |  | Demi-finales | Demi-finales |  |  | Finale | Finale |
|  |                     |                     |             |   |                  |                  |  |  |              |              |  |  |        |        |
|  |                     |                     |             |   |                  |                  |  |  |              |              |  |  |        |        |
|  |                     |                     |             |   |                  |                  |  |  |              |              |  |  |        |        |
|  | Meiwa FC            | 10                  |             |   |                  |                  |  |  |              |              |  |  |        |        |
|  | Meiwa FC            | 10                  |             |   |                  |                  |  |  |              |              |  |  |        |        |
|  | Maebashi            | 0                   |             |   |                  |                  |  |  |              |              |  |  |        |        |
|  | Maebashi            | 0                   | Meiwa FC    | 5 |                  |                  |  |  |              |              |  |  |        |        |
|  |                     |                     | Meiwa FC    | 5 |                  |                  |  |  |              |              |  |  |        |        |
|  |                     | Kasai               | 1           |   |                  |                  |  |  |              |              |  |  |        |        |
|  | Kasai               | Kasai               | 1           | ? |                  |                  |  |  |              |              |  |  |        |        |
|  | Kasai               |                     |             | ? |                  |                  |  |  |              |              |  |  |        |        |
|  | Yotsukaminato SS    | ?                   |             |   |                  |                  |  |  |              |              |  |  |        |        |
|  | Yotsukaminato SS    | ?                   | Meiwa FC    | 3 |                  |                  |  |  |              |              |  |  |        |        |
|  |                     |                     | Meiwa FC    | 3 |                  |                  |  |  |              |              |  |  |        |        |
|  |                     | Furano              | 2           |   |                  |                  |  |  |              |              |  |  |        |        |
|  | Furano              | Furano              | 2           | 4 |                  |                  |  |  |              |              |  |  |        |        |
|  | Furano              |                     |             | 4 |                  |                  |  |  |              |              |  |  |        |        |
|  | Kawazoe SC          | 0                   |             |   |                  |                  |  |  |              |              |  |  |        |        |
|  | Kawazoe SC          | 0                   | Furano      | 3 |                  |                  |  |  |              |              |  |  |        |        |
|  |                     |                     | Furano      | 3 |                  |                  |  |  |              |              |  |  |        |        |
|  |                     | Bizen FC            | 1           |   |                  |                  |  |  |              |              |  |  |        |        |
|  | Bizen FC            | Bizen FC            | 1           | ? |                  |                  |  |  |              |              |  |  |        |        |
|  | Bizen FC            |                     |             | ? |                  |                  |  |  |              |              |  |  |        |        |
|  | Yonago FC           | ?                   |             |   |                  |                  |  |  |              |              |  |  |        |        |
|  | Yonago FC           | ?                   | Meiwa FC    | 2 |                  |                  |  |  |              |              |  |  |        |        |
|  |                     |                     | Meiwa FC    | 2 |                  |                  |  |  |              |              |  |  |        |        |
|  |                     | Nankatsu SC         | 4           |   |                  |                  |  |  |              |              |  |  |        |        |
|  | Nankatsu SC         | Nankatsu SC         | 4           | 5 |                  |                  |  |  |              |              |  |  |        |        |
|  | Nankatsu SC         |                     |             | 5 |                  |                  |  |  |              |              |  |  |        |        |
|  | Naniwa FC           | 1                   |             |   |                  |                  |  |  |              |              |  |  |        |        |
|  | Naniwa FC           | 1                   | Nankatsu SC | 7 |                  |                  |  |  |              |              |  |  |        |        |
|  |                     |                     | Nankatsu SC | 7 |                  |                  |  |  |              |              |  |  |        |        |
|  |                     | Shinjo FC           | 0           |   |                  |                  |  |  |              |              |  |  |        |        |
|  | Shinjo FC           | Shinjo FC           | 0           | ? |                  |                  |  |  |              |              |  |  |        |        |
|  | Shinjo FC           |                     |             | ? |                  |                  |  |  |              |              |  |  |        |        |
|  | Ryusen FC           | ?                   |             |   |                  |                  |  |  |              |              |  |  |        |        |
|  | Ryusen FC           | ?                   | Nankatsu SC | 5 |                  |                  |  |  |              |              |  |  |        |        |
|  |                     |                     | Nankatsu SC | 5 |                  |                  |  |  |              |              |  |  |        |        |
|  |                     | Musashi FC          | 4           |   |                  |                  |  |  |              |              |  |  |        |        |
|  | Musashi FC          | Musashi FC          | 4           | 5 |                  |                  |  |  |              |              |  |  |        |        |
|  | Musashi FC          |                     |             | 5 |                  |                  |  |  |              |              |  |  |        |        |
|  | Sannomiya SC        | 0                   |             |   |                  |                  |  |  |              |              |  |  |        |        |
|  | Sannomiya SC        | 0                   | Musashi FC  | 6 |                  |                  |  |  |              |              |  |  |        |        |
|  |                     |                     | Musashi FC  | 6 |                  |                  |  |  |              |              |  |  |        |        |
|  |                     | Hitachi FC          | 2           |   |                  |                  |  |  |              |              |  |  |        |        |
|  | Hitachi FC          | Hitachi FC          | 2           | ? |                  |                  |  |  |              |              |  |  |        |        |
|  | Hitachi FC          |                     |             | ? |                  |                  |  |  |              |              |  |  |        |        |
|  | Nikko SC            | ?                   |             |   |                  |                  |  |  |              |              |  |  |        |        |
|  | Nikko SC            | ?                   |             |   |                  |                  |  |  |              |              |  |  |        |        |

### Meilleurs buteurs
Les 4 meilleurs buteurs du tournoi :
1. Tsubasa Ozora (31 buts)
2. Kojirō Hyūga (29) 
3. Tarō Misaki (15)
4. Hikaru Matsuyama (13)

### Meilleurs joueurs
Les 20 meilleurs joueurs du tournoi :
Gardiens de but : Genzō Wakabayashi (Nankatsu SC), Ken Wakashimazu (Meiwa FC), Taichi Nakanishi (Naniwa SC).
Défenseurs : Shingo Takasugi (Nankatsu SC), Motoharu Nagano (Meiwa FC), Jiro Ohsato (Hitachi).
Milieux de terrain: Mamoru Izawa, Tarō Misaki (Nankatsu SC), Takeshi Sawada (Meiwa FC), Hikaru Matsuyama (Furano), Jun Misugi (Musashi FC).
Attaquants : Tsubasa Ohzora, Hajime Taki, Teppei Kisugi (Nankatsu SC), Kojirō Hyūga (Meiwa FC), Kazumasa Oda (Furano), Akira Ichinose, Minoru Honma (Musashi FC), Kazuo Tachibana, Masao Tachibana (Hanawa).

## Deuxième partie: tournoi national des collèges
Le Tournoi national des collèges a lieu pendant la 3e année de collège de Tsubasa Ohzora. Ce tournoi est une compétition à élimination directe, divisée en six tours. Certaines équipes sont dispensées de premier tour et entrent en lice dans le tournoi au second. En finale, Nankatsu et Toho sont à égalité à la fin des prolongations. Au lieu d'aller de l'avant avec une séance de tirs au but, les deux équipes sont déclarées championnes.

### Équipes
Ci-après la liste des équipes participant au Tournoi national des collèges :
| Club          | Ville     | Préfecture | Capitaine        |
| ------------- | --------- | ---------- | ---------------- |
| Azumaichi     | Toyono    | Osaka      | Makoto Sōda      |
| Chubu         | ?         | Nagano     | Kazuo Yamashita  |
| Furano        | Furano    | Hokkaidō   | Hikaru Matsuyama |
| Hanawa        | Kazuno    | Akita      | Kazuo Tachibana  |
| Hirado        | Hirado    | Nagasaki   | Hiroshi Jitō     |
| Kanamura      | ?         | Miyazaki   | Osamu Ito        |
| Konishi       | ?         | Ibaraki    | inconnu          |
| Matsukami     | ?         | Nara       | inconnu          |
| Matsuoka      | ?         | Yamagata   | inconnu          |
| Meiwa Higashi | Misato    | Saitama    | Kuniaki Narita   |
| Minamiuwa     | Minamiuwa | Ehime      | Tetsuo Ishida    |
| Myoko         | ?         | Gifu       | inconnu          |
| Nishikigaoka  | Yokohama  | Kanagawa   | Ryuji Amamiya    |
| Nankatsu      | Nankatsu  | Shizuoka   | Tsubasa Ozora    |
| Sakimoto      | ?         | Yamanashi  | inconnu          |
| Sakusho       | ?         | Okayama    | inconnu          |
| Suwa          | ?         | Mie        | inconnu          |
| Toho          | Tokyo     | Tokyo      | Kojirō Hyūga     |

### Phase à élimination directe
|  | Quarts de finale | Quarts de finale |               |   | Demi-finales | Demi-finales |  |  | Finale | Finale |
|  | Quarts de finale | Quarts de finale |               |   | Demi-finales | Demi-finales |  |  | Finale | Finale |
|  |                  |                  |               |   |              |              |  |  |        |        |
|  |                  |                  |               |   |              |              |  |  |        |        |
|  |                  |                  |               |   |              |              |  |  |        |        |
|  | Meiwa Higashi    | 2                |               |   |              |              |  |  |        |        |
|  | Meiwa Higashi    | 2                |               |   |              |              |  |  |        |        |
|  | Kanamura         | 0                |               |   |              |              |  |  |        |        |
|  | Kanamura         | 0                | Meiwa Higashi | 1 |              |              |  |  |        |        |
|  |                  |                  | Meiwa Higashi | 1 |              |              |  |  |        |        |
|  |                  | Toho             | 2             |   |              |              |  |  |        |        |
|  | Toho             | Toho             | 2             | 3 |              |              |  |  |        |        |
|  | Toho             |                  |               | 3 |              |              |  |  |        |        |
|  | Chubu            | 0                |               |   |              |              |  |  |        |        |
|  | Chubu            | 0                | Toho          | 4 |              |              |  |  |        |        |
|  |                  |                  | Toho          | 4 |              |              |  |  |        |        |
|  |                  | Nankatsu         | 4             |   |              |              |  |  |        |        |
|  | Furano           | Nankatsu         | 4             | 2 |              |              |  |  |        |        |
|  | Furano           |                  |               | 2 |              |              |  |  |        |        |
|  | Minamiuwa        | 1                |               |   |              |              |  |  |        |        |
|  | Minamiuwa        | 1                | Furano        | 2 |              |              |  |  |        |        |
|  |                  |                  | Furano        | 2 |              |              |  |  |        |        |
|  |                  | Nankatsu         | 3             |   |              |              |  |  |        |        |
|  | Nankatsu         | Nankatsu         | 3             | 4 |              |              |  |  |        |        |
|  | Nankatsu         |                  |               | 4 |              |              |  |  |        |        |
|  | Hirado           | 3                |               |   |              |              |  |  |        |        |
|  | Hirado           | 3                |               |   |              |              |  |  |        |        |

### Meilleurs buteurs
Les 3 meilleurs buteurs du tournoi :
1. Tsubasa Ohzora (12 buts)
2. Kojirō Hyūga (4) 
3. Kazuki Sorimachi (4)

### Meilleurs joueurs
Les 23 meilleurs joueurs du tournoi :
Gardiens de but : Yuzo Morisaki (Nankatsu SC), Ken Wakashimazu (Toho Academy), Masanori Kato (Furano).
Défenseurs : Shingo Takasugi, Ryō Ishizaki (Nankatsu), Hiroshi Jito (Hirado), Makoto Soda (Azuma-Ichi).
Milieux de terrain : Tsubasa Ohzora, Mamoru Izawa (Nankatsu), Takeshi Sawada, Hideo Koike (Toho Academy), Hikaru Matsuyama (Furano), Hiromichi Hori (Meiwa), Tetsuo Ishida (Minami Uwa).
Attaquants : Hajime Taki, Teppei Kisugi (Nankatsu), Kojirō Hyūga, Kazuki Sorimachi (Toho Academy); Kazumasa Oda (Furano), Noboru Sawaki (Meiwa), Kazuto Takei (Minami Uwa), Kazuo Tachibana, Masao Tachibana (Hanawa).

## Censure
Ces coupes ne concernent que la diffusion sur TF1, les autres chaînes ayant diffusé la série notamment Nickelodeon ont simplement classé plusieurs épisodes « déconseillé aux moins de 10 ans ». À chaque apparition de la bouteille d'alcool de Roberto Hongo, épisodes 3-4-5, il y a censure, ainsi que lors du flashback avec le coup qu'il reçoit sur la tête. À la fin de l'épisode 20, Jun Misugi met une claque à Yayoi Aoba qui a été coupé, cependant, on peut voir qu'elle se tient la joue et que la marque de cette claque est toujours présente, dû à une absence d'édition des images originales. À la fin de l'épisode 24, la scène où Kojirō Hyūga frappe le ballon et Ryō Ishizaki bloque fortement le ballon par la figure a été également coupée. Mais bien d'autres scènes similaires à celles-ci sont très présentes dans la série.

## Chaînes internationales
Outre le Japon, la série est diffusée dans divers pays de par le monde.
| Pays                | Chaîne(s)          |
| ------------------- | ------------------ |
| Belgique            | La Trois           |
| Brésil              | Cartoon Network    |
| Émirats arabes unis | MBC 3              |
| États-Unis          | Primo TV           |
| France              | TF1, TFX, Game One |
| Indonésie           | RCTI               |
| Italie              | Italia 1           |
| Pologne             | TVP ABC            |
| Portugal            | Biggs              |
| Thaïlande           | PPTV               |
| Turquie             | Cartoon Network    |
| Viêt Nam            | HTV3               |